# Iehorivka, Pokrovske
Iehorivka (în ucraineană Єгорівка) este un sat în comuna Vîșneve din raionul Pokrovske, regiunea Dnipropetrovsk, Ucraina.

## Demografie
Componența lingvistică a localității Iehorivka
     Ucraineană (89,56%)
     Rusă (7,69%)
     Belarusă (2,75%)
Conform recensământului din 2001, majoritatea populației localității Iehorivka era vorbitoare de ucraineană (89,56%), existând în minoritate și vorbitori de rusă (7,69%) și belarusă (2,75%).